# Фреска
Фреска (итал. fresco; „свеже“ или „влажно“ и у супротности са итал. al secco; на суво) или стенопис (цсл.) је традиционални поступак сликања, којим се боје наносе директно на свеж кречни малтер. Фреска је најстарија техника у сликарству и долази још из времена праисторије. Име и усавршење технике, је пореклом из италијанске Ренесансе. Једна од најлепших српских фресака је фреска Белог Анђела, која се налази у манастиру Милешева а поред ове фреске у Србији постоје фреске у осталим српским манастирима из доба процвата уметности у Србији и који се налазе на списку Унескове Светске баштине- СПЦ под именом „Средњовековни споменици на Косову и Метохији“ и за време Златног доба српског сликарства, односно времена када је ово сликарство, и то управо фрескосликарство, било на врло високом нивоу у односу на целокупно сликарство у Европи у току 13. века.

## Поступак рада на фрескама
Фреска се изводи водом разређеним бојама у влажан кречни малтер. Боја се у малтер упије и по сушењу се трајно споји. Боја се бира тако да не реагује са кречом. Код фреско сликања, боји слике је посвећена посебна пажња (због трајности). Када се подлога суши, наносе се боје растворене у води. Израда фресака је спора. Сликар наноси природне боје растворене у води на влажној подлози, пазећи на време и да започне слику тачно онолико колико може да заврши за један дан, и повеже са суседним композицијама. Боје после сушења постају знатно светлије.
Поступак сликања фреске је јако захтеван и сликар мора да подели свој рад према томе колико може да дневно ослика фреску тако да током дана малтер остаје стално свеж. Предност фреске је сталност и светлосност боје. На основни груби малтер се наноси влажним прашком од креде цртеж односно помоћне линије. После тога се изводи смеђе црвеном бојом приправни цртеж који се зове „синопиа“ по боји која је била из Синопе на Црном мору. У садашњости је било могуће захваљујући савременим поступцима, неке од оваквих цртежа открити на старим фрескама. Затим се слика дели како је речено на делове које се могу осликати у једном дану који су утолико мањи уколико се ради о детаљима слике и ови делови се малтеришу другим слојем да би се осликали.
Међу најпознатије фреске спадају старе фреске у на пример Помпеји које нам говоре о животу у доба старог Рима из 1. века, или фреске великих сликара Ђота, Леонарда да Винчија или Микеланђела, великих сликара из доба ренесансе .
Поред фреско технике сликања, постоји и ал секо ("al secco") техника, где се пигмент боје наноси на суву површину. У овом случају као везиво боје користи се казеин. Док код фреско технике је везиво креч а отапало вода.

## Креч као везиво за боју
Везива за боје називамо у сликарству оне материјале које по испарењу свог растварача или своје течне стране прелазе у чврсто и везују боје за неку од подлога.
Креч спада у ред минералних везива чија везивост прелази из гашеног креча у кречњак и окамењује се и постаје основ за фреско и зграфито.

## Казеин као везиво за боју
Казеин спада у у органска везива и органски је лепак који се добија из млека, сира (начињеног од обраног млека)и креча и представља везиво које је било веома популарно у средњем веку и које снагом своје лепљивости превазилази везиво столарског обичног туткала.

## Припремање зида за фреско сликарство
Огулити са зида сав малтер и изгребати онај који се налази између опека, прегледати стање
опека, а оне распале и у лошем стању заменити новим. Затим чистом водом квасити зид све док се опеке не засите влаге. Тада је зид спреман за пријем фреско малтера.

## Како се прави фреско малтер
Начини се редак малтер од густог и одстајалог крече и сувог песка. Размера креча и песка за справљање малтера је 1:3 (креч: песак). Набаца се кашиком по зиду да се добије чупави изглед. Дебљина набацивања највише може да износи 1 сантиметар. После пола часа поставити мистријом (зидарска алатка као и кашика) други слој малтера и поравна се изглед зида набацаног кашиком- фанглом после опет пола часа се набаца трећи слој у односу 1:2 одн. један део креча и два дела ситног песка (нешто јачи од претходног). Поставља се у дебљини од 2 центиметра и треба га добро углачати зидном алатком. Приликом глачања се алат и зид може више пута попрскати кречним млеком. Пошто зид мало провене слика се у мокро- ал фреско за разлику од сликања у суво ал секо. Ако се жели да малтер за фреску буде сасвим гладак онда се преко трећег слоја поставља четврти слој 1:1 с тим да песак може да замени „мрвљено брашно“. Овај се малтер поставља у дебљини слоја од само неколико милиметара.

## Како се импрегнира зид за ал секо
Узети летву и лупати по целој површини зида и испитати га на одлепљеност и та места олупати и наквасити их и затворити са малтером начињеном од 1 дека креча и два дела песка а мање пукотине се могу затворити и гипсом. Након крпљења и сушења врши се премазивање сапуницом, која се начини од домаћег сапуна и млаке воде. Након сушења се врши кречење кречним млеком. Након сушења које траје око 7 дана се може на оваквом зиду сликати одн. поставити цртеж.

## Галерија
- Римска фреска, Народни музеј у Пожаревцу
- Велики жупан Стефан Немања
- Распеће, Манастир Студеница
- Девојка са врчем, Манастир св. Пантелејмона
- Апостол (детаљ), Манастир св. Пантелејмона
- Оплакивање Христово, Манастир Нерези
- Христово васкрсење, Манастир Хора
- Ругање Христу, Манастир Старо Нагоричане
- Благовести, Охрид
- Црква Преображења у Требињу
- Свети Климент Охридски
- Ђото, Распеће Христово
- Јосифов сан, Ђото
- Ђото Христ (детаљ)
- Благовести, Фра Анђелико
- Богородичина црква
- Богородичина црква
- Црква Светог Коакима и Ане
- Црква Светог Коакима и Ане
- Манастир Жича
- Манастир Жича
- Црква Св. Петра и Павла, Јагодина
- Црква Свете Петке у Малчи
- Црква Свете Петке у Малчи
- Црква Светог Илије, Балиновац
- Црква Светог Николе, Алексинац
- Црква Светог Николе, Алексинац
- Успење Пресвете Богородице, манастир Студеница
- Фрагменти фрески, Народни музеј Краљево
- Црква Св. Петра и Павла, Јагодина - живопис Богородице на апсиди